# Морейра, Даниэль
Даниэль Морейра (фр. Daniel Moreira; род. 8 августа 1977, Мобёж) — французский футболист, игравший на позициях атакующего полузащитника и нападающего.

## Карьера
Родился в семье португальского происхождения в городе Мобёж на севере Франции. Там же начал играть на юниорском уровне за местную команду, после чего перебрался в тренировочный центр клуба «Валансьен». После банкротства «Валансьена» и его перевода из третьего дивизиона на любительский уровень, перешёл в команду Дивизиона 1 «Генгам» к тренеру Франсису Смерецки, которого знал по «Валансьену». Первые матчи за «Генгам» провёл в Кубке Интертото.
Летом 1998 года пополнил состав новоиспечённого чемпиона Франции, перейдя в «Ланс» на место ушедшего в испанский «Депортиво» плеймейкера Стефана Зиани. Сначала не был игроком стартового состава, но затем тренер Даниэль Леклерк стал использовать Морейру на фланге, в результате чего тот стал получать больше игрового времени. 8 мая 1999 года на «Стад де Франсе» забил победный мяч в финальном матче Кубка французской лиги против «Меца» (1:0).
В сезоне 2001/02 в составе «Ланса» стал вице-чемпионом Франции и лучшим бомбардиром клуба с 11 голами в чемпионате, будучи переведённым новым тренером «Ланса» Жоэлем Мюллером в нападение, где составил дуэт с Эль-Хаджи Диуфом. Также был признан игроком месяца Дивизиона 1 в октябре.
В сезоне 2002/03 забил 4 мяча в групповом турнире Лиги чемпионов (по два в ворота «Милана» и «Депортиво»). В сезоне 2003/04 стал лучшим бомбардиром команды в чемпионате с 8 мячами. 
В сезонах 2004/05 и 2005/06 играл за «Тулузу», отличаясь неплохой результативностью, а следующие два сезона, проведённые в «Ренне», были неудачными, не было забито ни одного гола, некоторое время Морейра пропустил из-за травм. Летом 2008 года был отдан в аренду в «Гренобль».
В сезонах 2009/10 и 2010/11 играл за «Булонь». Завершил карьеру игрока из-за травмы колена в декабре 2010 года.
В 2013 году стал ассистентом главного тренера Эрика Сикоры во второй команде «Ланса». В июне 2014 года получил тренерскую лицензию. В сезоне 2017/18 являлся ассистентом Сикоры в главной команде «Ланса».
В 2015 году стал президентом спортивной ассоциации гольфа Арраса.

## Клубная статистика
| Выступление      | Выступление        | Выступление      | Чемпионат | Чемпионат | Кубки | Кубки | Еврокубки | Еврокубки | Итого | Итого |
| Клуб             | Лига               | Сезон            | Игры      | Голы      | Игры  | Голы  | Игры      | Голы      | Игры  | Голы  |
| ---------------- | ------------------ | ---------------- | --------- | --------- | ----- | ----- | --------- | --------- | ----- | ----- |
| Валансьен        | Насьональ 1        | 1995/96          | 1         | 0         | 0     | 0     | 0         | 0         | 1     | 0     |
| Валансьен        | Итого              | Итого            | 1         | 0         | 0     | 0     | 0         | 0         | 1     | 0     |
| Генгам           | Дивизион 1         | 1996/97          | 26        | 1         | 4     | 0     | 9         | 1         | 39    | 2     |
| Генгам           | Дивизион 1         | 1997/98          | 32        | 8         | 6     | 0     | —         | —         | 38    | 8     |
| Генгам           | Итого              | Итого            | 58        | 9         | 10    | 0     | 9         | 1         | 77    | 10    |
| Ланс             | Дивизион 1/ Лига 1 | 1998/99          | 31        | 4         | 7     | 4     | 5         | 0         | 43    | 8     |
| Ланс             | Дивизион 1/ Лига 1 | 1999/00          | 22        | 4         | 2     | 2     | 6         | 0         | 30    | 6     |
| Ланс             | Дивизион 1/ Лига 1 | 2000/01          | 28        | 2         | 2     | 1     | 2         | 0         | 32    | 3     |
| Ланс             | Дивизион 1/ Лига 1 | 2001/02          | 31        | 11        | 2     | 0     | —         | —         | 33    | 11    |
| Ланс             | Дивизион 1/ Лига 1 | 2002/03          | 38        | 9         | 3     | 0     | 8         | 4         | 49    | 13    |
| Ланс             | Дивизион 1/ Лига 1 | 2003/04          | 33        | 8         | 5     | 1     | 4         | 2         | 42    | 11    |
| Ланс             | Итого              | Итого            | 183       | 38        | 21    | 8     | 25        | 6         | 229   | 52    |
| Тулуза           | Лига 1             | 2004/05          | 30        | 11        | 1     | 0     | —         | —         | 31    | 11    |
| Тулуза           | Лига 1             | 2005/06          | 37        | 10        | 3     | 2     | —         | —         | 40    | 12    |
| Тулуза           | Итого              | Итого            | 67        | 21        | 4     | 2     | 0         | 0         | 71    | 23    |
| Ренн             | Лига 1             | 2006/07          | 29        | 0         | 4     | 0     | —         | —         | 33    | 0     |
| Ренн             | Лига 1             | 2007/08          | 10        | 0         | 2     | 0     | 2         | 0         | 14    | 0     |
| Ренн             | Итого              | Итого            | 39        | 0         | 6     | 0     | 2         | 0         | 47    | 0     |
| → Гренобль       | Лига 1             | 2008/09          | 31        | 4         | 3     | 1     | —         | —         | 34    | 5     |
| → Гренобль       | Итого              | Итого            | 31        | 4         | 3     | 1     | 0         | 0         | 34    | 5     |
| Булонь           | Лига 1             | 2009/10          | 6         | 1         | 1     | 0     | —         | —         | 7     | 1     |
| Булонь           | Лига 2             | 2010/11          | 7         | 0         | 3     | 0     | —         | —         | 10    | 0     |
| Булонь           | Итого              | Итого            | 13        | 1         | 4     | 0     | 0         | 0         | 17    | 1     |
| Всего за карьеру | Всего за карьеру   | Всего за карьеру | 391       | 109       | 51    | 11    | 36        | 7         | 478   | 127   |

1. ↑  Кубок Франции, Кубок французской лиги
2. ↑  Кубок Интертото (1996, 2000), Кубок УЕФА (1999/00, 2003/04, 2007/08), Лига чемпионов (1998/99, 2002/03)

## Игры за сборную
Впервые был вызван в национальную сборную Франции в октябре 2002 года тренером Жаком Сантини.
Всего провёл за главную команду страны 3 игры в период с ноября 2002 по октябрь 2004 года.
| Матчи Морейры за сборную Франции | Матчи Морейры за сборную Франции | Матчи Морейры за сборную Франции | Матчи Морейры за сборную Франции | Матчи Морейры за сборную Франции | Матчи Морейры за сборную Франции | Матчи Морейры за сборную Франции | Матчи Морейры за сборную Франции | Матчи Морейры за сборную Франции |
| -------------------------------- | -------------------------------- | -------------------------------- | -------------------------------- | -------------------------------- | -------------------------------- | -------------------------------- | -------------------------------- | -------------------------------- |
| №                                | Дата                             | Место                            | Соперник                         | Счёт                             | время игры                       | Прим.                            | Голы                             | Соревнование                     |
| 1                                | 20 ноября 2002                   | Стад де Франс, Сен-Дени          | Сербия и Черногория              | 3:0                              | 75—90 мин.                       | -                                |                                  | Товарищеский матч                |
| 2                                | 30 апреля 2003                   | Стад де Франс, Сен-Дени          | Египет                           | 5:0                              | 70—90 мин.                       | -                                |                                  | Товарищеский матч                |
| 3                                | 13 октября 2004                  | Стадион ГСП, Никосия             | Кипр                             | 2:0                              | 46—90 мин.                       | -                                |                                  | Отборочный матч ЧМ 2006          |

В 1997—1999 годах играл за сборную Франции (до 21 года), участвовал на молодёжном чемпионате мира 1997 года, также принял участие в трёх отборочных матчах молодёжного чемпионата Европы 2000 года.

## Достижения
- Обладатель Кубка французской лиги: 1998/99
- Финалист Кубка Франции: 1996/97
- Победитель Кубка Интертото: 1996